# Caissa

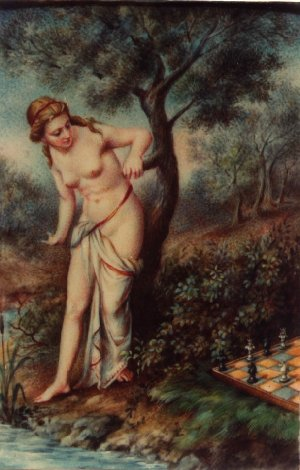
Darstellung der Caissa (ca. 1800er Jahre)

Caissa ist die (anachronistische) Göttin des Schachs. Sie ist eine neuzeitliche Erfindung, tatsächlich war das Schachspiel im vorchristlichen Europa noch nicht bekannt.
Der Name stammt aus einem gleichnamigen Gedicht von William Jones, das 1763 veröffentlicht wurde. Darin ist Caissa eine Nymphe, in die sich der Gott Mars verliebt. Als seine Liebe nicht erwidert wird, lässt er das Schachspiel erfinden, um ihr Herz zu gewinnen. Jones wurde zu seinem Gedicht von dem erstmals 1525 gedruckten Werk Scacchia ludus des Marcus Hieronymus Vida inspiriert, in dem die Nymphe den Namen Scacchis trägt.
Von Jahn, Zander und Oswald wurde das Gedicht ins Deutsche übertragen.
Caissa ist im Namen zahlreicher Schachvereine enthalten. Auch in der Schachliteratur kommt der Begriff häufiger als Metapher vor, zum Beispiel in Wendungen wie Er war ein Liebling Caissas (ein starker Spieler) oder Caissa hat ihn mit Blindheit geschlagen (er hat einen groben Fehler begangen).
Das sowjetische Schachprogramm, das 1974 die erste Computerschachweltmeisterschaft gewann, hieß Kaissa.